# Barbaise

Barbaise este o comună în departamentul Ardennes din nordul Franței. În 1 ianuarie 2022 avea o populație de 106 de locuitori.